# Jeremiah Minani
Jeremie Minani, född 5 oktober 1979 i Rwegura, Burundi, är en burundisk politiker som kandiderade i presidentvalet i Burundi 2015. Han är ledare för Rassemblement des Démocrates Burundais (RDB), en koalition av burundiska medborgare som inte är anslutna till något politiskt parti.

## Bakgrund
Jeremiah Minani uppger att han inte känner till sin  etnicitet (hutu eller tutsi), men att han anser sig som burundier. Under en presskonferens i Bujumbura den 7 april 2015, delgav han sin kandidatur till presidentvalet.

## Politik
Jeremiah Minani politiska prioritering är att ta itu med korruptionen, att höja levnadsstandarden för befolkningen, att utrota svält, ojämlikhet och sociala orättvisor, och att omorganisera gruvsektorn. Offentlig infrastruktur är, enligt Jeremia Minani, en annan av RDB's prioriteringar om de når makten, liksom ett oberoende rättsväsen och utbyggnad av offentliga rättigheter. Han uttalar sig vilja erbjuda nya institutioner och en ny konstitution som garanterar en liberal och pluralistisk demokrati, universitetsreformer och ett fungerande sjukvårdssystem. Han anser också att de etniska värden som ligger till grund för konstitutionen utesluter en kategori av den burundiska befolkningen, då den inte omfattar naturaliserade burundier med utländska föräldrar. Dessa finner ingen plats i den etniska fördelning som beskrivs i konstitutionen.